# أفشين (مغني)
أفشين (بالأحرف اللاتينية Afshin) هو مغني بوب شبابي إيراني ألماني وله عدة ألبومات أصدرها ابتداء من عام 1999.
ولد في بابول، شمالي إيران في 6 مايو/أيار 1978 واسمه بالولادة أفشين جعفري، وانتقل مع العائلة إلى طهران، وفي عام 1995 هاجر مع عائلته إلى ألمانيا وهو في عمر السابعة عشر، حاصلا على الجنسية الألمانية.
اشتهر في ألمانيا ومن ثم في مختلف بلاد الانتشار من أوروبا وبلاد سكاندينافيا إلى كندا والولايات المتحدة وأصدر ألبومات عدة وعشرات الأشرطة الموسيقية (الفيديو كليبس) وقام بجولات عالمية ناجحة حيث تتواجد جاليات إيرانية.

## الألبومات
- 1999: بوی بارون
- 2002: ستاره
- 2003: آس و پاس
- 2005: ماچ
- 2008: ترانه‌ای برای ایکس
- 2013: غیرقانونی
- 2017: بابام میگفت

## وصلات خارجية
- الموقع الرسمي لـ أفشين